# Avocet Line
Avocet Line – linia kolejowa w Anglii, w hrabstwie Devon o długości 18 km łącząca Exeter i Exmouth, w znacznej części przebiegająca wzdłuż wschodniego brzegu estuarium rzeki Exe. Linia nie jest zelektryfikowana; szerokość torów na całej długości wynosi 1435 mm. Nazwa linii pochodzi od ptaka szablodzioba (ang. avocet), który zimuje w estuarium. Linia została wybudowana w latach 1860–1862.

## Przebieg
Linia rozpoczyna się na stacji Exeter St Davids, a następnie kieruje się na wschód. Za stacją St James Park odbija na południe od linii West of England Main Line. Następnie prowadzi prawie do końca estuarium rzeki Exe. W miejscowości Lympstone przejeżdża przez bazę Royal Marines; stacja Lympstone Commando dostępna jest tylko dla osób związanych z jednostką wojskową.

## Stacje na linii
- Exeter St Davids
- Exeter Central

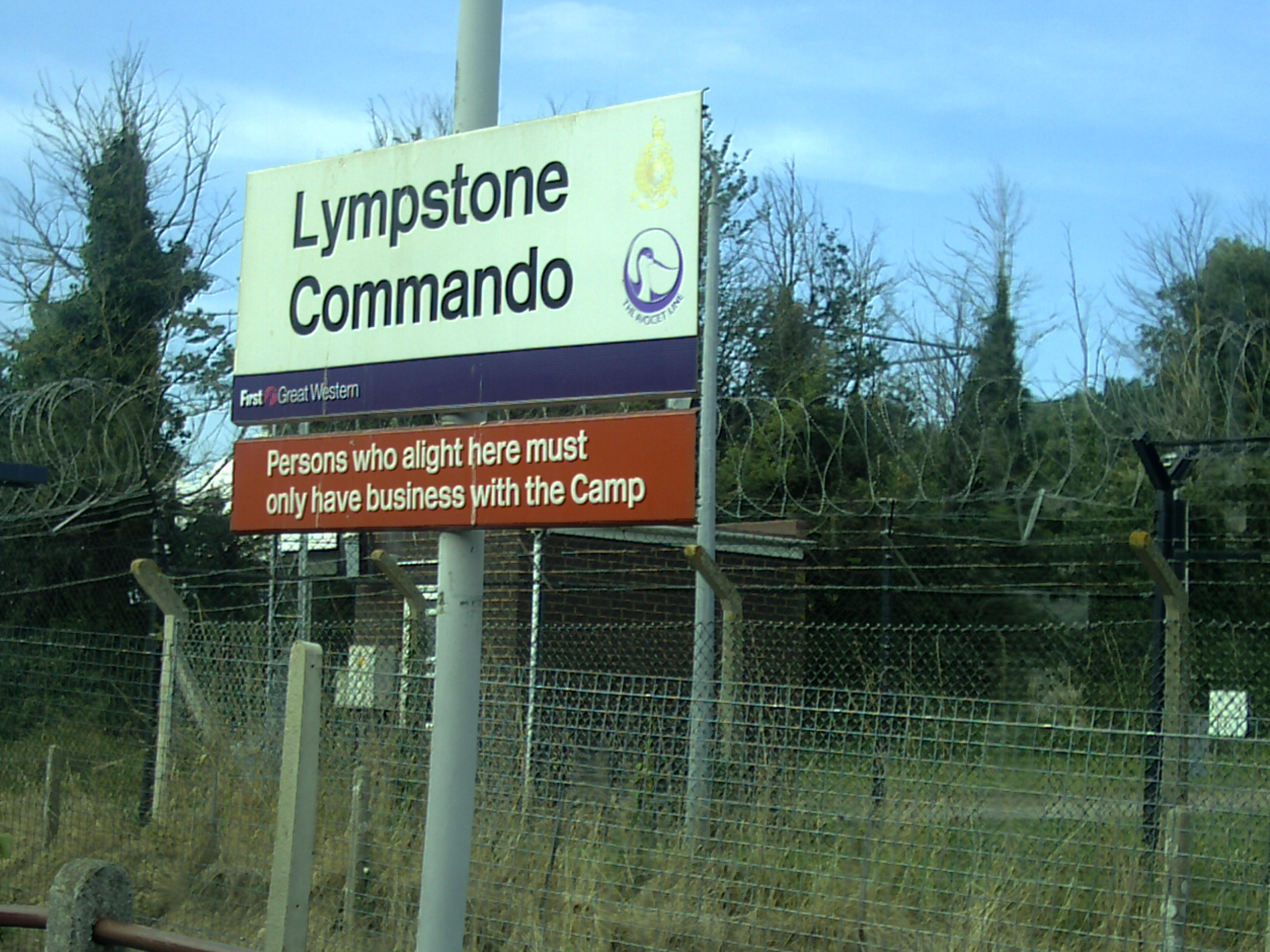
Kolej przejeżdża przez jednostkę wojskową

- St James Park – połączenie z West of England Main Line
- Polsloe Bridge
- Digby and Sowton
- Newcourt
- Topsham
- Exton
- Lympstone Commando
- Lympstone Village
- Exmouth

## Wykorzystanie stacji
Linia obsługuje ok. 900 000 pojedynczych podróży rocznie. Najbardziej uczęszczaną stacją na linii jest Exmouth; w 2007 r. obsłużyła 697 337 pasażerów. Druga w kolejności jest Topsham – 105 717 pasażerów.